# Tranquillo (Sottotono)
Tranquillo è un singolo del gruppo rap italiano Sottotono, pubblicato nel 1996 dall'etichetta WEA.
La canzone, fu il primo singolo lanciato dall'album Sotto effetto stono, da cui è tratta. La canzone ricevette inoltre molti passaggi radiofonici, contribuendo a incrementare la popolarità del duo.

## Descrizione
Tranquillo è una canzone d’amore rappata su una melodia lenta che racconta di un risveglio una domenica mattina, con la consapevolezza che questo significa potersi rilassare, godersi il benessere del non aver fretta e dello stare bene: una sensazione che il rapper però prova ogni volta che si risveglia e ha accanto la donna amata, capace di dare, lei sola, ogni giorno la stessa emozione.

## Tracce
CD promo
Testi di Massimiliano Cellamaro, musiche di Massimiliano Dagani.
1. Tranquillo – 4:10